# Egipt na Letnich Igrzyskach Olimpijskich 1988
Egipt na Letnich Igrzyskach Olimpijskich 1988 reprezentowało 54 zawodników : 52 mężczyzn i 2 kobiety. Był to 15. start reprezentacji Egiptu na letnich igrzyskach olimpijskich.

## Skład kadry

### Boks
Mężczyźni
- Moustafa Esmail – waga ekstralekka – 17. miejsce
- Gamal El-Din El-Koumy – waga musza – 9. miejsce
- Mohamed Hegazi – waga lekka – 5. miejsce
- Ahmed El-Nagar – waga lekkociężka – 5. miejsce

### Judo
Mężczyźni
- Emad El-Said – waga ekstralekka – 20. miejsce
- Walid Mohamed Hussain – waga półśrednia – 9. miejsce
- Mohamed Ali Rashwan – waga ciężka – 7. miejsce

### Jeździectwo
Mężczyźni
- André Salah Sakakini – skoki – 58. miejsce

### Koszykówka
Mężczyźni
- Ahmed Soliman, Alaa El-Din Abdoun, Alain Attalah, Amir Abdel Meguid, Ashraf Sedky, El-Sayed Mohamed, Emad El-Din Mahmoud Ali, Hany Moussa, Hisham Khalil, Mohamed El-Shakeri, Mohamed Ismail, Ashraf El-Kordy – 12. miejsce

### Lekkoatletyka
Mężczyźni
- Ahmed Ghanem – 400 metrów przez płotki – odpadł w eliminacjach
- Ahmed Mohamed Achouche – pchnięcie kulą – 15. miejsce
- Ahmed Kamel Shatta – pchnięcie kulą – 18. miejsce
- Mohamed Hamed Naguib – rzut dyskiem – niesklasyfikowany

### Pływanie
Mężczyźni
- Mohamed El-Azoul – 50 m stylem dowolnym – 42. miejsce
- Mohamed Hassan – 50 m stylem dowolnym – 48. miejsce
- Moustafa Amer

100 m stylem dowolnym – 45. miejsce
200 m stylem dowolnym – 47. miejsce
- Mohamed El-Azoul, Amin Amer, Mohamed Hassan, Moustafa Amer – 4 × 100 m stylem dowolnym – dyskwalifikacja
- Amin Amer – 100 m stylem grzbietowym – 39. miejsce
- Ahmed Abdullah – 200 m stylem motylkowym – 31. miejsce

### Pięciobój
Mężczyźni
- Mohamed Abdou El-Souad – indywidualnie – 31. miejsce
- Ayman Mahmoud – indywidualnie – 45. miejsce
- Moustafa Adam – indywidualnie – 49. miejsce
- Mohamed Abdou El-Souad, Ayman Mahmoud, Moustafa Adam – drużynowo – 12. miejsce

### Podnoszenie ciężarów
Mężczyźni
- Ramadan Aly – waga musza – niesklasyfikowany
- Khalil El-Sayed – waga średnia – 13. miejsce
- Mahmoud Mahgoub – waga średniociężka – niesklasyfikowany
- Reda El-Batoty – waga superciężka – 6. miejsce
- Adhan Mohamed – waga superciężka – 12. miejsce

### Strzelectwo
Mężczyźni
- Sherif Saleh – trap – 25. miejsce
- Mohamed Khorshed – skeet – 33. miejsce

### Szermierka
Mężczyźni
- Abdel Monem El-Husseini – floret – 35. miejsce
- Ahmed Mohamed – floret – 45. miejsce

### Taekwondo
Taekwondo na igrzyskach olimpijskich 1988 było dyscypliną pokazową, w której nie były przyznawane medale.
Mężczyźni
- Farag Elemary – waga lekka – odpadł w 1. rundzie
- Khaled Ibrahim – waga półśrednia – odpadł w ćwierćfinale
- Amr Hussein – waga średnia – 2. miejsce
- Moustafa Elabrak – waga ciężka – odpadł w ćwierćfinale

### Tenis stołowy
Mężczyźni
- Ashraf Helmy – indywidualnie – 49. miejsce
- Sherif El-Saket – indywidualnie – 57. miejsce

Kobiety
- Nihal Meshref – indywidualnie – 41. miejsce

### Zapasy
Mężczyźni
- Abd al-Latif Chalaf Abd al-Latif – waga lekka, styl klasyczny – niesklasyfikowany
- Moustafa Ramada Hussain

Waga lekka, styl klasyczny – niesklasyfikowany
Waga lekka, styl dowolny – niesklasyfikowany
- Kamal Ibrahim – waga lekkociężka, styl klasyczny – niesklasyfikowany
- Hassan El-Haddad

Waga superciężka, styl klasyczny – 4. miejsce
Waga superciężka, styl dowolny – niesklasyfikowany